# Sakura, Minna de Tabeta
Singles de HKT48
Melon Juice
(4 septembre 2013) Hikaeme I love you!
(24 septembre 2014)
Sakura, Minna de Tabeta (桜、みんなで食べた, "Nous mangions tous ensemble des cerises") est le 3e single du groupe féminin japonais HKT48.

## Détails
Il sort six mois après le 2e single respectif du groupe Melon Juice, le 12 mars 2014  en plusieurs éditions avec des couvertures différentes dont : l'éditions régulières et limitées Type-A, Type-B et Type-C (avec toutes un CD et un DVD en supplément pour les éditions limitées) puis une édition spécialement vendu seulement au théatre du groupe.
Le single comprend sur chaque édition la chanson-titre, plusieurs faces-B ainsi que leurs versions instrumentales : Sakura, Minna de Tabeta, Kimi wa Doushite dans l'éditions A, B, C et théâtre), Mukashi no Kareshi no Oniichan to Tsukiau to Iu Koto (de l'édition B), Oboete Kudasai (de l'édition C), et une reprise d'un titre du groupe-sœur AKB48 Kimi no Koto ga Suki Yaken (de l'édition théâtre). Ces dernières sont chacune interprétée par des membres de la Team H, la nouvelle équipe Team K4 (qui sera révélée le mois suivant en avril 2014) ceux de la Team Kenkyuusei, équipe de "stagiaires", et les autres membres de la Kenkyuusei.
Le single atteint la 1re place des classements hebdomadaires de l'oricon.

## Liste des titres

### Type A
Toutes les paroles sont écrites par Yasushi Akimoto, toute la musique est composée par Ryosuke "Dr.R" Sakai.
| 1. | Sakura, Minna de Tabeta (桜、みんなで食べた) | Team H : Yuka Akiyoshi, Chihiro Anai, Rino Sashihara, Meru Tashima, Chiyori Nakanishi, Natsumi Matsuoka, Haruka Kodama Team KIV : Aika Ota, Sakura Miyawaki, Anna Murashige, Mio Tomonaga, Mai Fuchigami, Aoi Motomura, Modoka Moriyasu Team Kenkyūsei : Miku Tanaka, Nako Yabuki | 4:00 |
| 2. | Kimi wa Dōshite? (君はどうして?)             | Team H : Yuka Akiyoshi, Chihiro Anai, Rino Sashihara, Meru Tashima, Chiyori Nakanishi, Natsumi Matsuoka, Haruka Kodama Team KIV : Aika Ota, Sakura Miyawaki, Anna Murashige, Mio Tomonaga, Mai Fuchigami, Aoi Motomura, Modoka Moriyasu Team Kenkyūsei : Miku Tanaka, Nako Yabuki | 4:07 |
| 3. | Kidoku Through (既読スルー)                  | par la Team H |      |
| 4. | Sakura, Minna de Tabeta (Instrumental)       | |      |
| 5. | Kimi wa Dōshite? (Instrumental)              | |      |
| 6. | Kidoku Through (Instrumental)                | |      |

| 1. | Sakura, Minna de Tabeta Music Video |  |
| 2. | Kidoku Through Music Video |  |
| 3. | Bonus Footage "HKT48 Melon Juice Release Commemoration Big Bowling Tournament First Half" (特典映像「HKT48 メロンジュース発売記念 大ボウリング大会 前編」) |  |

### Type B
| 1. | Sakura, Minna de Tabeta (桜、みんなで食べた)                                                    | Team H : Yuka Akiyoshi, Chihiro Anai, Rino Sashihara, Meru Tashima, Chiyori Nakanishi, Natsumi Matsuoka, Haruka Kodama Team KIV : Aika Ota, Sakura Miyawaki, Anna Murashige, Mio Tomonaga, Mai Fuchigami, Aoi Motomura, Modoka Moriyasu Team Kenkyūsei : Miku Tanaka, Nako Yabuki | 4:00 |
| 2. | Kimi wa Dōshite? (君はどうして?)                                                                | Team H : Yuka Akiyoshi, Chihiro Anai, Rino Sashihara, Meru Tashima, Chiyori Nakanishi, Natsumi Matsuoka, Haruka Kodama Team KIV : Aika Ota, Sakura Miyawaki, Anna Murashige, Mio Tomonaga, Mai Fuchigami, Aoi Motomura, Modoka Moriyasu Team Kenkyūsei : Miku Tanaka, Nako Yabuki | 4:07 |
| 3. | Mukashi no Kareshi no Oniichan to Tsukiau to Iu Koto (昔の彼氏のお兄ちゃんとつき合うということ) | par la Team KIV | 3:59 |
| 4. | Sakura, Minna de Tabeta (Instrumental)                                                          | |      |
| 5. | Kimi wa Dōshite? (Instrumental)                                                                 | |      |
| 6. | Mukashi no Kareshi no Oniichan to Tsukiau to Iu Koto (Instrumental)                             | |      |

| 1. | Sakura, Minna de Tabeta (Music Video) |  |
| 2. | Mukashi no Kareshi no Oniichan to Tsukiau to Iu Koto (Music Video)                                                                                          |  |
| 3. | Bonus Footage "HKT48 Melon Juice Release Commemoration Big Bowling Tournament Second Half" (特典映像「HKT48 メロンジュース発売記念 大ボウリング大会 後編」) |  |

### Type C
| 1. | Sakura, Minna de Tabeta (桜、みんなで食べた) | Team H : Yuka Akiyoshi, Chihiro Anai, Rino Sashihara, Meru Tashima, Chiyori Nakanishi, Natsumi Matsuoka, Haruka Kodama Team KIV : Aika Ota, Sakura Miyawaki, Anna Murashige, Mio Tomonaga, Mai Fuchigami, Aoi Motomura, Modoka Moriyasu Team Kenkyūsei : Miku Tanaka, Nako Yabuki | 4:00 |
| 2. | Kimi wa Dōshite? (君はどうして?)             | Team H : Yuka Akiyoshi, Chihiro Anai, Rino Sashihara, Meru Tashima, Chiyori Nakanishi, Natsumi Matsuoka, Haruka Kodama Team KIV : Aika Ota, Sakura Miyawaki, Anna Murashige, Mio Tomonaga, Mai Fuchigami, Aoi Motomura, Modoka Moriyasu Team Kenkyūsei : Miku Tanaka, Nako Yabuki | 4:07 |
| 3. | Oboete Kudasai (覚えてください)              | par la Team Kenkyūsei |      |
| 4. | Sakura, Minna de Tabeta (Instrumental)       | |      |
| 5. | Kimi wa Dōshite? (Instrumental)              | |      |
| 6. | Oboete Kudasai (Instrumental)                | |      |

| 1. | Sakura, Minna de Tabeta (Music Video) |  |  |
| 2. | Sakura, Minna de Tabeta (Making Video) |  |  |
| 3. | Bonus Footage "HKT48 3rd Generation & Draft Candidates' First Nationwide Handshake Event" (特典映像「HKT48 3期生＆ドラフト生 はじめての全国握手会」) |  |  |

### Édition théâtre
| 1. | Sakura, Minna de Tabeta (桜、みんなで食べた)      | Team H : Yuka Akiyoshi, Chihiro Anai, Rino Sashihara, Meru Tashima, Chiyori Nakanishi, Natsumi Matsuoka, Haruka Kodama Team KIV : Aika Ota, Sakura Miyawaki, Anna Murashige, Mio Tomonaga, Mai Fuchigami, Aoi Motomura, Modoka Moriyasu Team Kenkyūsei : Miku Tanaka, Nako Yabuki | 4:00 |
| 2. | Kimi wa Dōshite? (君はどうして?)                  | Team H : Yuka Akiyoshi, Chihiro Anai, Rino Sashihara, Meru Tashima, Chiyori Nakanishi, Natsumi Matsuoka, Haruka Kodama Team KIV : Aika Ota, Sakura Miyawaki, Anna Murashige, Mio Tomonaga, Mai Fuchigami, Aoi Motomura, Modoka Moriyasu Team Kenkyūsei : Miku Tanaka, Nako Yabuki | 4:07 |
| 3. | Kimi no Koto ga Suki Yaken (君のことが好きやけん) | Reprise dun titre d'AKB48 |      |
| 4. | Sakura, Minna de Tabeta (Instrumental)            | |      |
| 5. | Kimi wa Dōshite? (Instrumental)                   | |      |
| 6. | Kimi no Koto ga Suki Yaken (Instrumental)         | |      |

## Classements à l'Oricon
| Sortie       | Oricon Singles Chart | Position | Premières ventes (exemplaires) | Ventes au total (exemplaires) |
| ------------ | -------------------- | -------- | ------------------------------ | ----------------------------- |
| 12 mars 2014 | Daily Chart          | 1        | 227 322                        |                               |
| 12 mars 2014 | Weekly Chart         | 1        | 276 799                        |                               |
| 12 mars 2014 | Monthly Chart        | 4        | 295 384                        |                               |